# نائین
شهر نائین مرکز شهرستان نائین در استان اصفهان می‌باشد که در دشت کویر قرار گرفته‌است. نایین در فاصله ۱۳۵ کیلومتری مرکز شهرستان اصفهان واقع شده و فاصله آن تا تالاب گاوخونی ۹۰ کیلومتر است.
قدمت نائین بیش از ۴۰۰۰ سال است.
 
نايين از شهرهای ايران باستان و يکی از ولايت‌های پنج‌گانهٔ استان فارس، يعنی پايتخت هخامنشيان بوده است.در سال ۱۰۰۰ ه.ق هنگامی که  شهر اصفهان به پایتختی ایران برگزیده شد نایین که در زمانی تابع یزد بود، در محدوده اداری اصفهان جای گرفت. مسجد جامع نائین از لحاظ قدمت اولین یا دومین مسجد پابرجا در ایران است و پیشینهٔ ساخت آن به قرن نهم میلادی (قرن ۳ هجری) بازمی‌گردد.

## نام

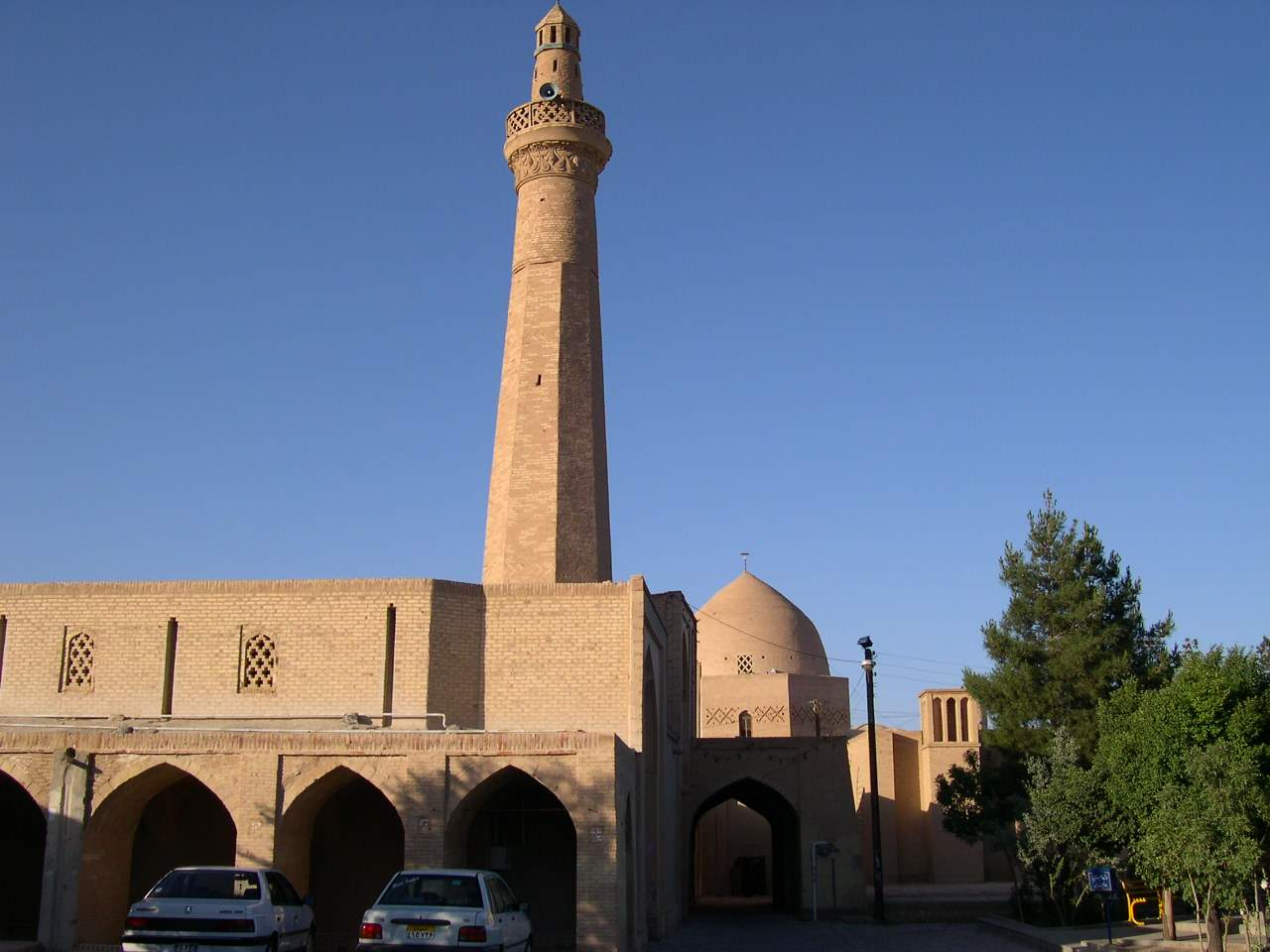
مسجد جامع نائین

گفته‌اند نام نائین از گیاهی باتلاقی به نام «نی» برگرفته شده.

## جغرافیای شهر نائین
نائین شهری کویری‌ست و در زمینی صاف و هموار قرار گرفته‌است. ارتفاع نائین از سطح دریا ۱۵۸۰ متر، عرض جغرافیایی آن ۳۲ درجه شمالی و طول آن ۵۲ درجه شرقی است.
کوهسارهای آن هیچ‌کدام از ۱۸ کیلومتر نزدیک تر نیستند. کوه‌های سمت شمال رشته‌ای است به نام کوه سرخه که دنباله آن به رشته‌ای به نام بید کوه منتهی می‌شود. در سمت جنوب غربی رشته‌ای به نام کوه سره با ارتفاع ۲۳۳۰ متر از سطح دریا مرتفع‌ترین کوه‌های اطراف نائین است. رشته کوه سارو نیز در سمت جنوب غربی نائین قرار دارد که به رشته‌های «پرویز» و بنوید در جنوب نائین می‌پیوندد. پناهگاه حیات وحش عباس‌آباد نزدیک این شهر است.

## معماری و بافت کشوری

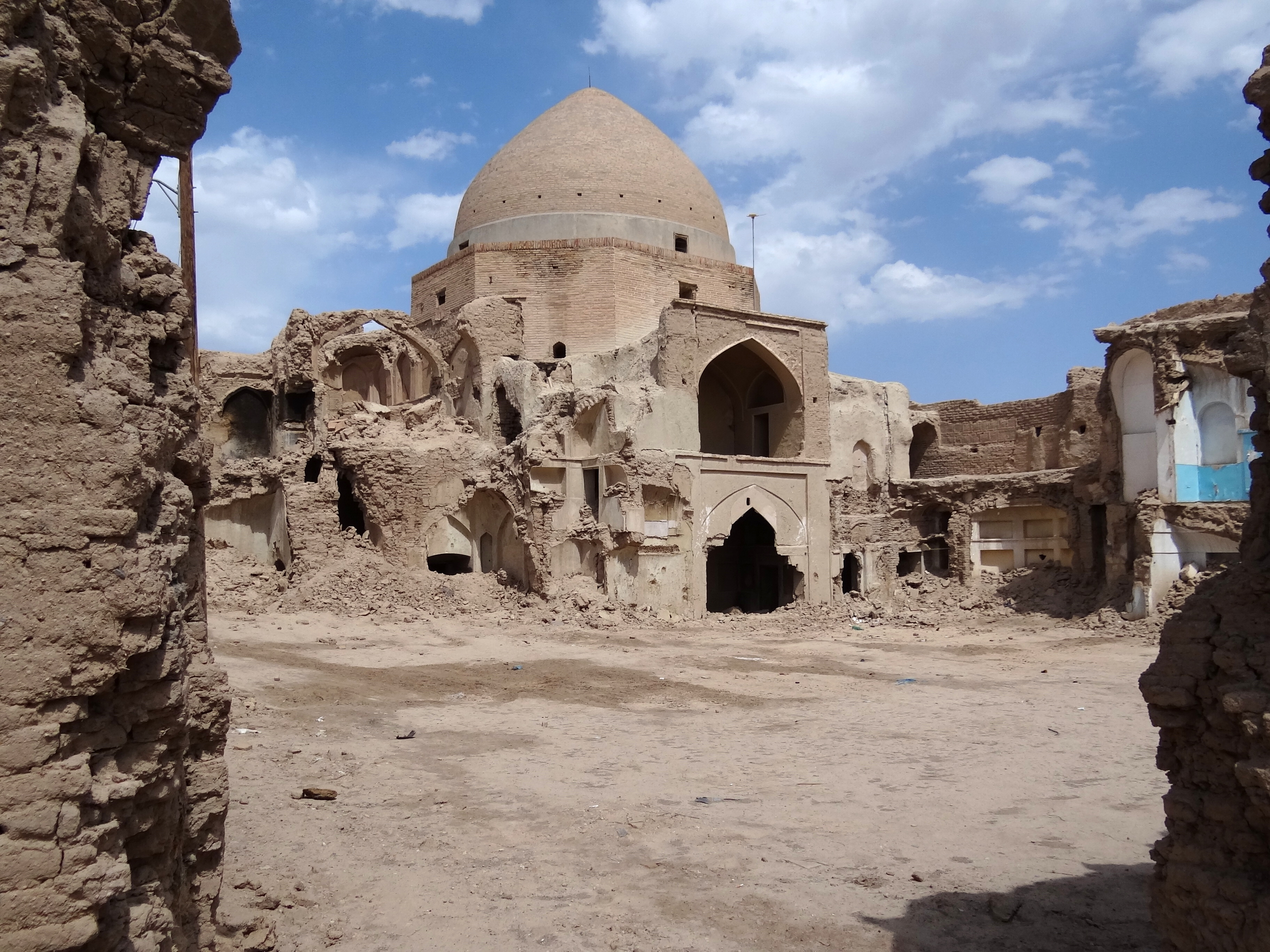
بخش تاریخی شهر نائین

بافت شهری قدیم نائین با تأثیرپذیری از عواملی مانند:محیط طبیعی، آب و هوا، نیازهای شهر، لزوم امنیت شهر در برابر تهاجم بیگانگان طراحی شده و به‌طور کلی دارای معماری بسته و درونگرا است. عموم فضای معماری و آثار تاریخی در ترکیبی متراکم در کنار یکدیگر و متصل به هم استقرار یافته‌اند. طراحی شهر به گونه‌ای بوده‌است که فضای مسکونی بدون آن که از نظر کاربردی دچار اشکال شوند در کنار عناصر شهری مانند مسجد جامع و دارالحکومه و بازار و حسینیه و مدرسه و حمام مستقر شده‌است.
نائین به دو قسمت جدید و قدیم تقسیم می‌شود. بیشتر مردم خانه‌های قدیمی را خراب کرده و به قسمت نوساز شهر نقل مکان کرده‌اند.
محله محمدیه از مناطق بخش مرکزی نائین مورد توجه گردشگران است. در مرکز این محله تپه‌ای قرار گرفته که بر بالای آن قلعه آشورگاه ساخته شده‌است. در پایان تپه کارگاه عبابافی در دل زمین کنده شده. این کارگاه را سرداب می‌نامند. محله محمدیه دارای سبط‌های متعدد و گذرها و گنبدها و بناهای تاریخی است.
نظام شهری مبتنی بر معماری ایرانی‌اسلامی در نائین این گونه است که بناهای تاریخی شاخص آن واجد ارزش‌هایی است که جایگاه خاصی در سپهر معماری ایران دارد؛ ازجمله مسجد جامع هزارساله با تک‌مناره‌ای که مشابه آن دیده نمی‌شود و یا قلعه کهن نارین قلعه با قدمتی که به دوره اشکانیان بازمی‌گردد، مساجدی چون باباعبدالله با قدمتی هفتصدساله، بازاری کهن و میدانچه‌های عصر صفوی که در دوماه محرم و صفر رونق آن فزونی می بابد.

## جاذبه‌های گردشگری

### بازار نائین

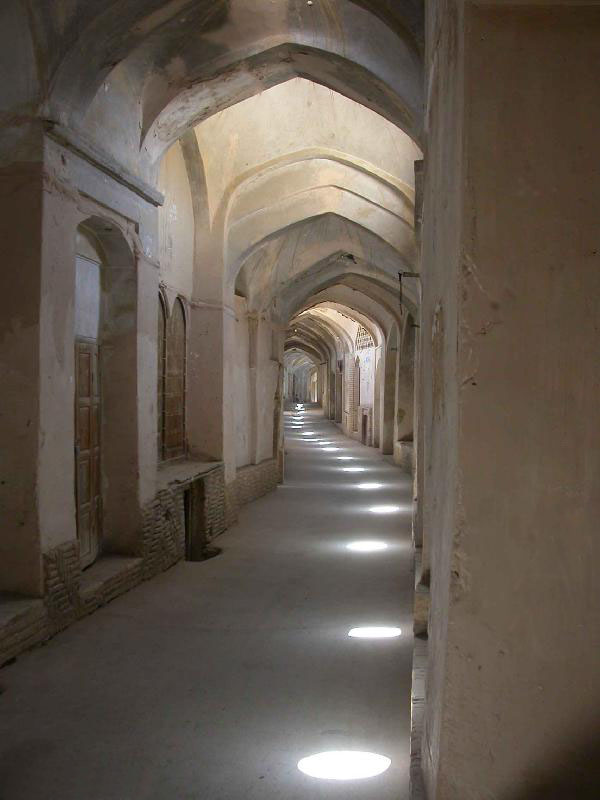
بازار نائین

بازار نائین بزرگترین بازار خطی ایران و مربوط به دوره تیموریان است و در، حد فاصل دروازه چهل دختران واقع شده. این اثر در ۲۴ مرداد ۱۳۵۶ با شماره ۱۵۶۴ به‌عنوان یکی از آثار ملی ایران به ثبت رسیده‌است.[۱]
بازار شهر نائین به صورت خطی مستقیم از دروازه چهل دختران شروع می‌شود و به مسجد خواجه ختم می‌شود. طول این بازار در حدود ۳۴۰ متر است. همه مراکز محلات (حسینیه‌ها) با کوچه‌های فرعی و اصلی به آن مربوط می‌شوند. در امتداد راسته بازار دو چار سو وجود دارند که محل تقاطع بازار با دو معبر هستند.
بازار نائین به علت انتقال مغازه‌ها به خیابان تقریباً به حالت نیمه متروک درآمده‌است. بازار نائین دکان‌های با طرح‌های متفاوت دارد. راسته بازار مسقف است که قسمتی از سقف فرو ریخته‌است. سقف این بازار گنبدی و طاق ضربی است که نورگیرهایی دایره‌ای شکل در وسط طاق‌های آن پیش‌بینی شده‌است.
بازار نائین در دوره ایلخانان توسعه یافت و ورودی بازار یکی از مهم‌ترین دروازه‌ها شهر محسوب می‌شد. این مجموعه دارای دو کاروانسرا نیز هست و مسجد شیخ مغربی و مسجد خواجه و حسینیه چهل دختران در آن واقع شده‌اند.

### مصلی

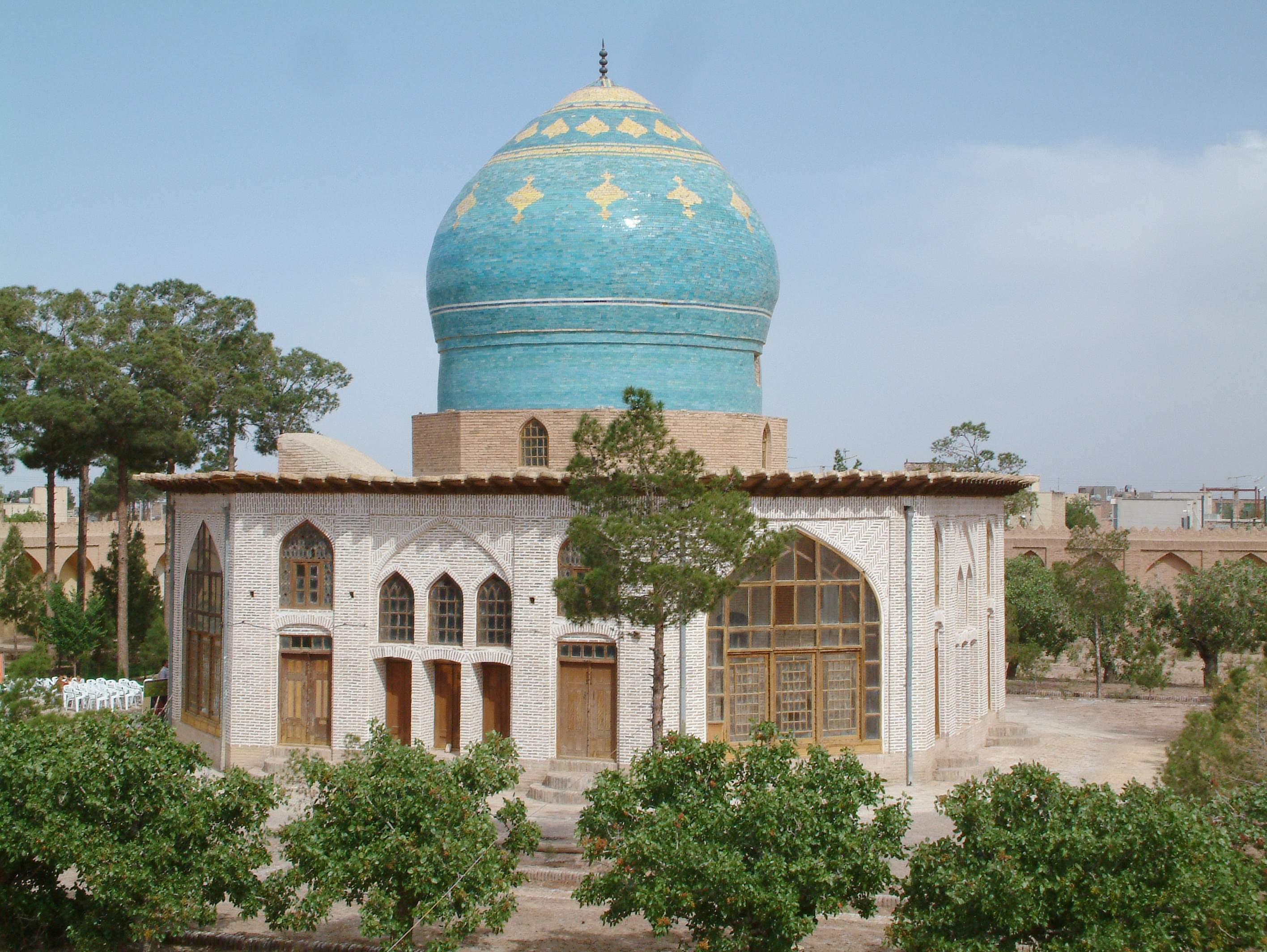
مصلی نائین

مصلای شهر نائین، باغی وسیع است که تفرجگاه مردم نائین بود. دیوارهای آجری آن بلند و کنگره‌ای است. چهار برج به‌طور قرینه در چهار گوشه آن قرار دارد. در اصلی باغ در سمت شمال شرقی، رو به امامزاده سلطان سید علی باز می‌شود. در محل ورود به حیاط یک هشت ضلعی ورودی آن هشتی، بالا خانه‌ای است هست که محل کتابخانه معاضدالسلطنه پیرنیا بوده‌است. ساختمان بقعه مربوط به عهد قاجار است.
عمارت مصلی مدفن سید نوربخشی بزرگ سلسله نوربخشیه است مزار او روبروی درب ورودی باغ مصلی قرار گرفته و سنگی با تاریخ ۹۵۳ هجری بر مزار نصب شده‌است. وسط باغ بقعه‌ای هشت ضلعی هست که از سطح زمین بلندتر است. این ساختمان به صورت چهار ایوانی است و بر فراز آن گنبدی هست که با کاشی فیروزهای رنگ پوشیده شده‌است. در زیر این گنبد آرامگاه عبدالوهاب نائینی فرزند حاج عبدالقیوم واقع شده که در سال ۱۲۱۲هجری در این محل درگذشته‌است. مزار دیگری متعلق به محمد حسن آذربایجانی است که در سال ۱۲۵۰ هجری در گذشته و در این محل به خاک سپرده شده‌است.
در مورد چگونگی احداث این بنا برخی از منابع نوشته‌اند در سفری که محمد میرزای قاجار به عنوان فرزند ولیعهد از کرمان به تهران می‌رفت در این محل میهمان محمد حسن شد و وی سلطنت او را پیش‌بینی کرد چون گفته‌های او مقرون به حقیقت می‌شود محمد شاه برای سپاس از او دستور می‌دهد این بقعه را بر مزار او بسازند. مساحت باغ مصلی ۱۸جریب است و دور تا دور آن به صورت غلام گردش می‌باشد درضلع غربی مصلی آب‌انبار بزرگی که در نوع خود بسیار جالب توجه‌است که دارای دو بادگیر ست از دیگر زیبائی‌های این عمارت وجود دو بادگیر است که در تابستان‌ها باعث سردی و گوارایی آب این آب‌انبار می‌شود. ورودی مصلی و عمارت مصلی به صورت دو طبقه‌است. عمارت مصلی نائین در آبانماه ۱۳۶۵ به شماره ۱۷۱۹ در فهرست آثار ملیبه ثبت رسیده‌است. زیر گنبد میر عبدالوهاب و محمدحسن کوزه کنانی به خاک سپرده شده‌اند. عبدالوهاب عارف شهیر و جد اعلای خاندان پیرنیاست.

### خانه‌های تاریخی

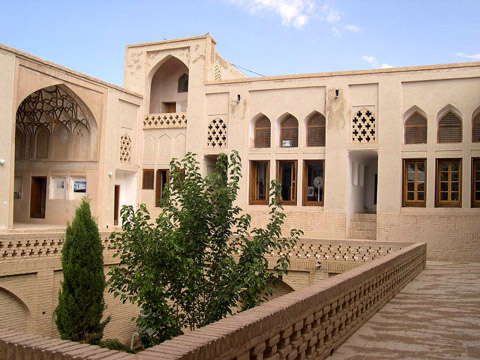
خانه پیرنیا (موزه مردم‌شناسی کویر)

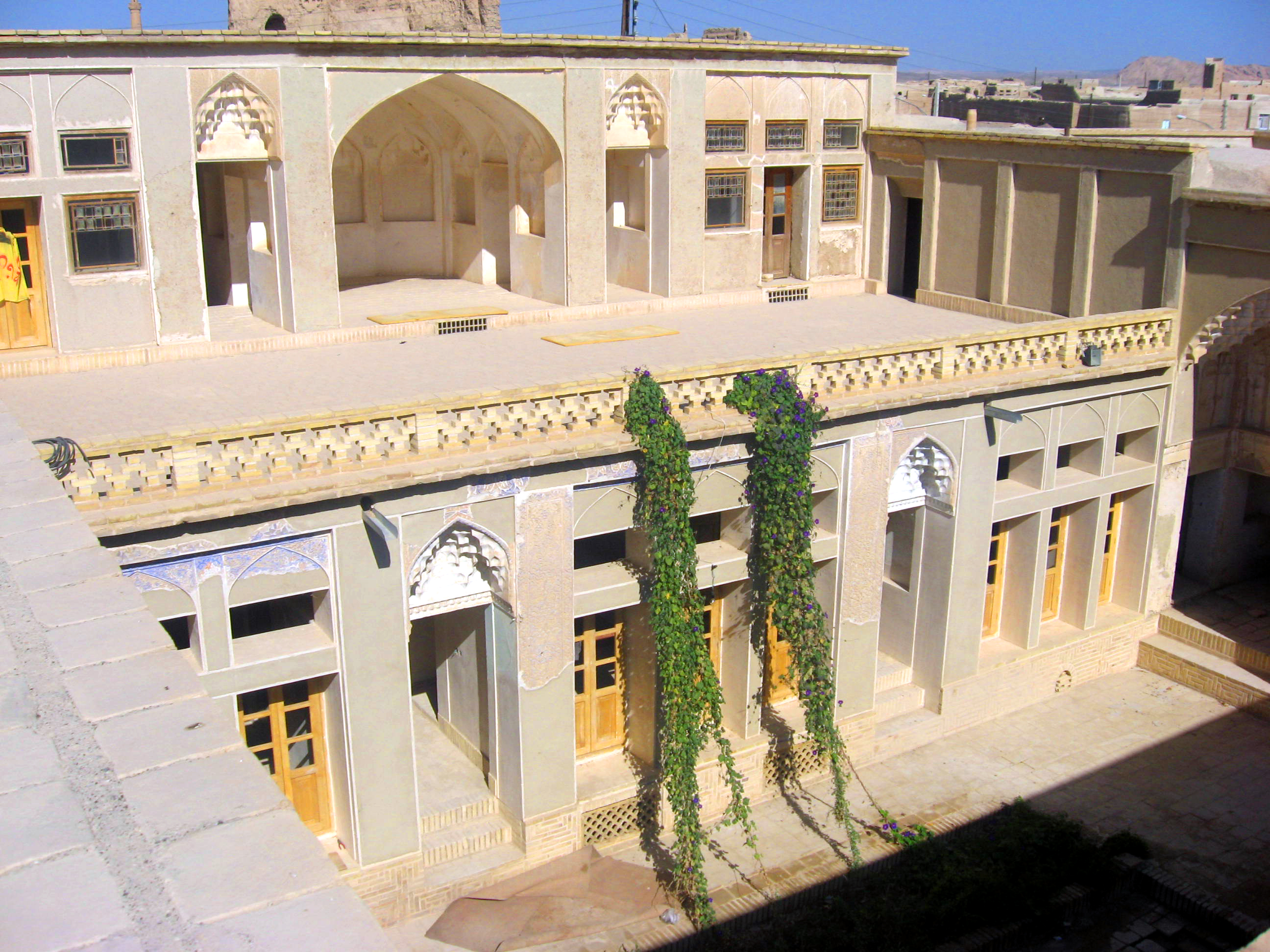
خانه فاطمی

#### خانه پیرنیا (موزه کویر)
خانه پیرنیا یکی از یادگارهای ارزشمند معماری دوران صفویه و نمونه شاخصی از مساکن سنتی نائین است. این بنا که الگوی مهم معماری و هنری خانه‌های تاریخی در منطقه کویر است و در تاریخ ۲۹ شهریور ۱۳۵۶ با شمارهٔ ثبت ۹۹۵ به‌عنوان یکی از آثار ملی ایران به ثبت رسیده‌است. بنا مربوط به دوره صفوی می‌باشد و در اصفهان، نائین، مقابل مسجد جامع نائین و خیابان ۲۵ شهریور واقع شده‌است. فضاهای اصیل مساکن سنتی موجود در خانه از قبیل هشتی – دالان – شاه‌نشین – غلام‌گردش و… بیانگر سکونت مردمی است که از قدیم اهل فضل و هنر بوده‌اند. این ساختمان در حال حاضر محل موزه مردم‌شناسی کویر واداره میراث فرهنگی نائین است.
نخست سیدی از اهالی زواره به عنوان نماینده شاهان صفوی در این خانه حضور داشته و به رفع و رجوع امور شهر نائین می‌پرداخته. بعدها این خانه به خاندان پیرنیا رسیده‌است. گچ‌بری‌ها و نقاشی‌های ایوان شاه‌نشین و کرسی و اتاقک فوقانی چشم‌نواز و خیره‌کننده‌است. در این گچ‌بری‌ها تزئینات متنوع معماری چون رسمی‌بندی، کاربندی، یزدی‌بندی و… است. کنار نقاشی روی دیوار اشعار زیبایی نیز نقش بسته‌است در قسمت ایوان شاه‌نشین تصاویر زیبایی از هفت پیکر نظامی بر دیوارها نقاشی شده‌است. فضای اصیل مساکن سنتی موجود در خانه عبارتند از: ورودی، هشتی، غلام‌گردش، ایوان شاه‌نشین، اتاق نشیمن پاکرسی، دلان، بخش تابستان‌نشین و زمستان‌نشین. این خانه در سال ۱۳۷۳ به موزه مردم‌شناسی کویر نائین تبدیل گشت و اداره میراث فرهنگی نائین در این خانه مستقر است.

#### خانه تاریخی فاطمی
این خانه در میان بافت قدیم، در کنار بازار و بنای تاریخی نارین قلعه قرار دارد. این خانه از دوره قاجار و متعلق به خاندان فاطمی است. خانه فاطمی‌ها دارای بخش‌های اندرونی، بیرونی، حیاط خلوت، تالار ارسی و گوشواره با تزئینات گچ‌بری، نقاشی معرق‌کاری و نیز درهای زیبایی مشبک کاری است.

### قلعه‌ها

#### نارین قلعه یا نارنج قلعه

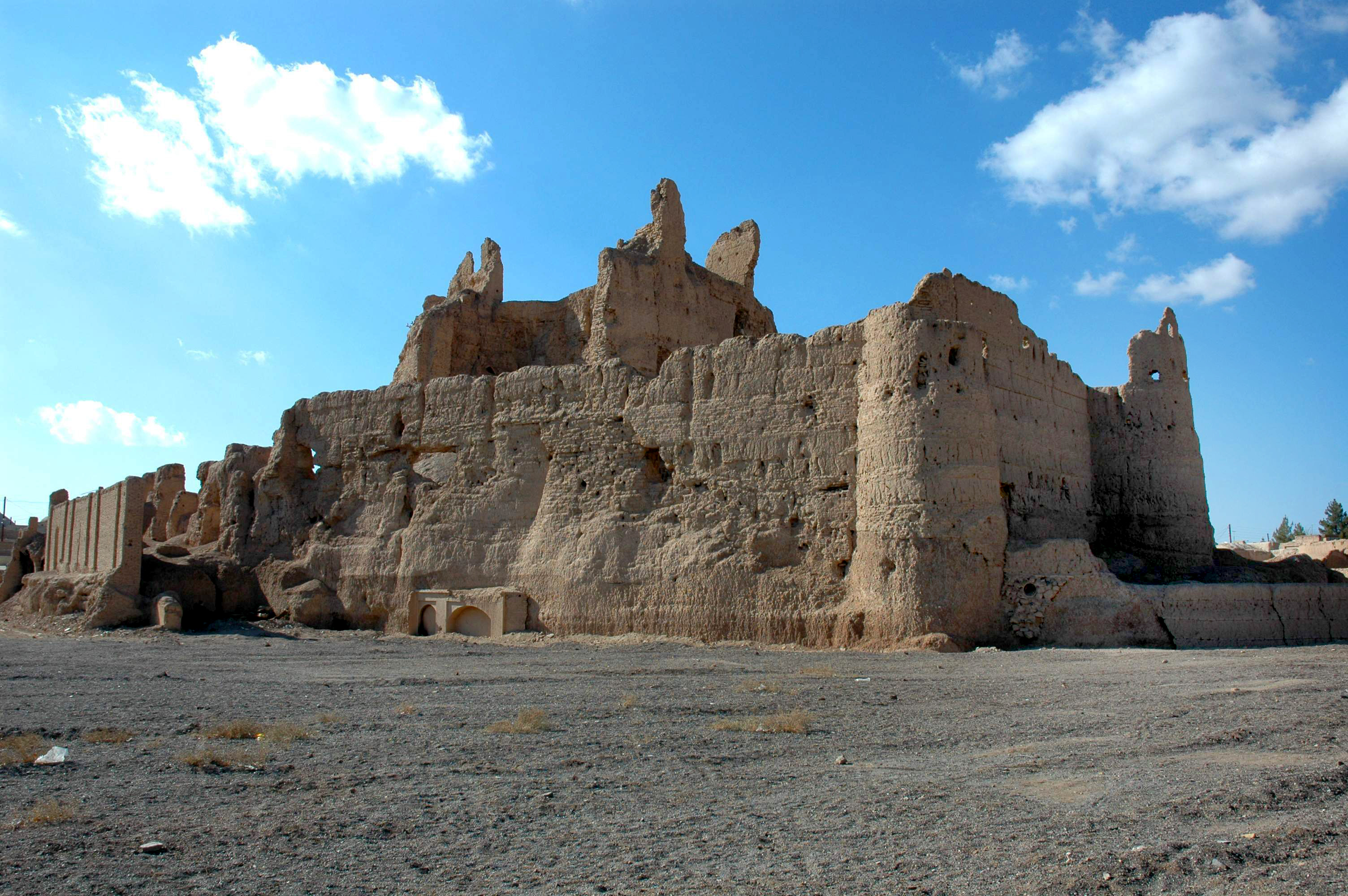
نارنج قلعه

با توجه به مصالح و سبک، بنا می‌تواند مربوط به دوران پارتیان یا دوران ساسانیان باشد و احتمالاً آتشگاه بوده‌است که از آن به عنوان دژ یا کهن دژ شهر استفاده می‌شده‌است. به ویژه آن که این بنا درست در میان بافت تاریخی شهر قرار گرفته‌است. دربارهٔ کارکرد قلعه اطلاع صحیحی در دست نیست؛ اما گمان می‌رود این قلعه، همراه با فضای اطراف، مرکز اداری و نظامی شهر بوده باشد. متأسفانه امروزه از این بنا چیزی جز چند دیوار خشتی و بقایای یک قلعه عظیم باقی نمانده‌است. ارتفاع قلعه از سطح زمین ۴۰ متر است که از آن به عنوان دژ کهن یا کهن دژ شهر استفاده می‌شده‌است.
جنگ امیر مبارزالدین محمد آل مظفر و ملک اشرف چوپانی در این قلعه روی داده‌است.

#### قلعه عاشوراگاه
از معروفترین بناهای دوره زردشت در منطقه‌است و بالای کوهی مشرف بر محمدیه که قدمت آن قرن‌ها پیش از به وجود آمدن نائین است قرار گرفته. عاشورگاه تقریباً از تمام نقاط محمدیه و از جاده نائین به انارک دیده می‌شود. چنانچه به محض ورود به محمدیه نخستین بنایی که به چشم می‌خورد قلعه آشورگاه است. بنا بر موقعیت سوق‌الجیشی این قلعه احتمالاً از آن به عنوان دژی دفاعی استفاده می‌شده‌است. راهزنان فرهنگ، بارها به این قلعه دستبرد زده و اشیاء عتیقه فراوانی از آن به یغما برده‌اند، از این رو در قلعه فعلاً بسته‌است. با این همه، شکوه این قلعه چندان است که تماشای آن از جای‌جای محله محمدیه روح را برمی‌انگیزد.
یکی از مکان‌های تاریخی توریستی محوطه زیبا و مجموعه کارگاه‌های عبابافی و قلعه تاریخی محمدیه بوده که ترکیبی خاص جهت جذب گردشگران ایجاد نموده‌است قلعه تاریخی محمدیه بر بالای تپه‌ای بلند به صورت چند ضلعی و چندین نیم برج و دیوارهای بلند دژ مستحکمی جهت دفاع از منطقه و شهر محسوب می‌شده‌است. وجود کارگاه‌های عبا بافی محمدیه در مجاور این قلعه زیبایی آن را دو چندان نمود است. قدمت این قلعه را به دورهٔ پیش از اسلام تخمین می‌زنند بر سر تپه‌ای است سنگی و دارای ۶ برج. بلندی هر برج از دوازده رگه چینه است دوره خارجی یکی از برج‌ها شانزده متراست. دیوار قلعه ممزوج از خشت و چینه است اندازه خشت‌ها ۲۸×۲۸×۷ است به این قلعه، قلعه عاشورگاه نیز گفته می‌شود.

### آب‌های نائین

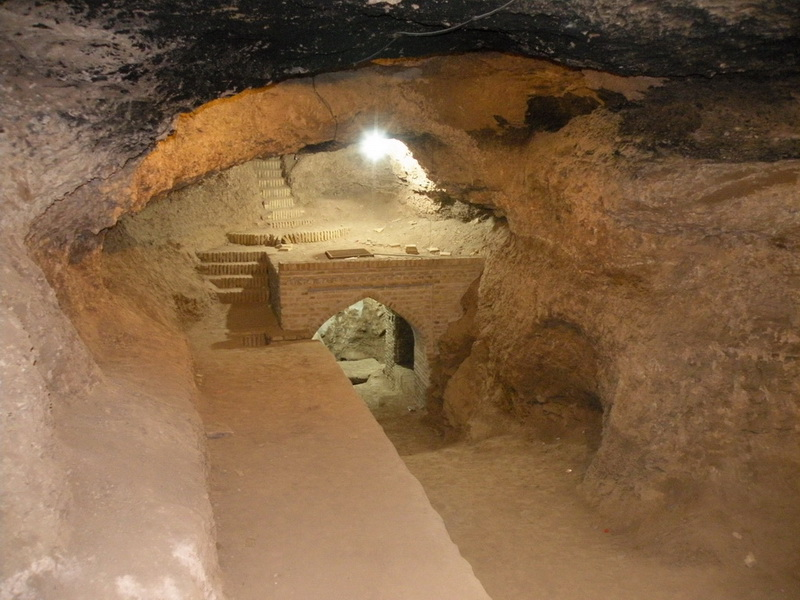
آسیاب قنات پایه ریگاره، محمدیه، نائین

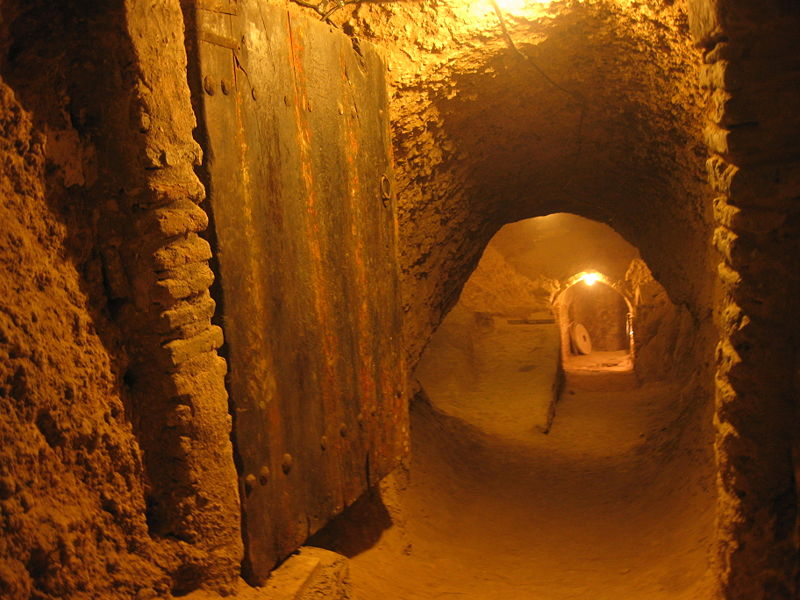
آسیاب قنات پایه ریگاره، محمدیه، نائین

از دیگر آثار تاریخی نائین آب‌انبارهای آن هستند. آب‌انبارهای نائین از لحاظ عناصر و اجزاء ساختمان شباهت تمامی با هم دارند. این آب‌انبارها به خاطر شرایط اقلیمی و کویری نائین ساخته می‌شدند زیرا آب بیشتر قناتها شور و غیرقابل استفاده بود. هر آب‌انبار شامل یک منبع یا مخزن آب بود که بربالای آن سقفی گنبدی شکل بنا می‌کردند و دو بادگیر آب را خنک نگاه می‌داشتند. راه پله و محل برداشت آب ازدیگر قسمت‌های آب‌انبارهای نائین است. هر محله در نائین دارای یک آب‌انبار بوده که هنوز نیز پابر جا هستند و برخی از آن‌ها تا چند سال پیش مورد استفاده قرار می‌گرفتند. از معروفترین آب‌انبارهای نائین آب‌انبار معصوم خانی است که در محله چهل دختران واقع است.
در شهر کویری نائین، آب مهم‌ترین عنصر حیات و بقا در دوره‌های مختلف تاریخی محسوب می‌شود و آب‌انبارها مهم‌ترین منبع نگهداری و تأمین آب در فصول گرم سال در این منطقه‌است.
از شهر نائین با بیش از ۵۰ بنای آب‌انبار می‌توان به شهر آب‌انبارها یاد نمود که ۸۰ درصد از آن‌ها مورد استفاده‌است و اکثراً به پمپ برقی مجهز هستند. با این وجود از سال ۱۳۷۵ آب شرب لوله‌کشی از زاینده‌رود به نائین منتقل می‌شود.
تیپ و شکل آب‌انبارهای نائین حائز اهمیت بوده و از اجزاء مختلفی همچون مخزن، بادگیر، پاشیر تشکیل شده‌است بادگیر در اطراف مخزن و وسیله خنک‌کننده جهت آب بوده‌است و پاشیر با معماری سر در جهت برداشت آب ساخته شده‌است در نائین آب‌انبارها را به تناسب نیاز با اشکال مختلفی می‌توان مشاهده نمود. معمولاً شکل کلی آب‌انبارها با یک مخزن و دو بادگیر در کنار آن و یک پاشیر روبروی آن دیده می‌شود ولی به تناسب نیاز گاهی با یک پاشیر دو مخزن (آب‌انبار خان یا دوقلوی نائین و محمدیه) با یک مخزن و دو پاشیر (آب‌انبار مصلای نائین) و اشکال متنوع دیگر می‌توان مشاهده نمود. قدمت آب‌انبارهای نائین از صفویه به بعد بوده و در طول دوره‌های تاریخی مهم‌ترین عامل ذخیره آب محسوب می‌گردیده‌است در نائین این عنصر معماری با وجود در دسترس بودن فناوری‌های روز، هنوز مورد استفاده‌است.

### حمام‌های تاریخی
- حمام قدیمی نوآباد
- حمام پنجاهه
- حمام قدیمی کلوان
- حمام امام رضا (ع) محله تاریخی چهل دختران

### امامزاده‌ها
- امامزاده سلطان سیدعلی
- امامزاده ابومحمد
- امامزاده سلطان موصله ← قرن ۸ قمری
- امامزاده جنید
- امامزاده عبدالله
- امامزاده ابراهیم
- امامزاده پیرمردان
- امامزاده فاطمه نساء
- امامزاده پیر محمود
- امامزاده پیر ابراهیم (مزرعه شداد)

### حسینیه‌های نائین

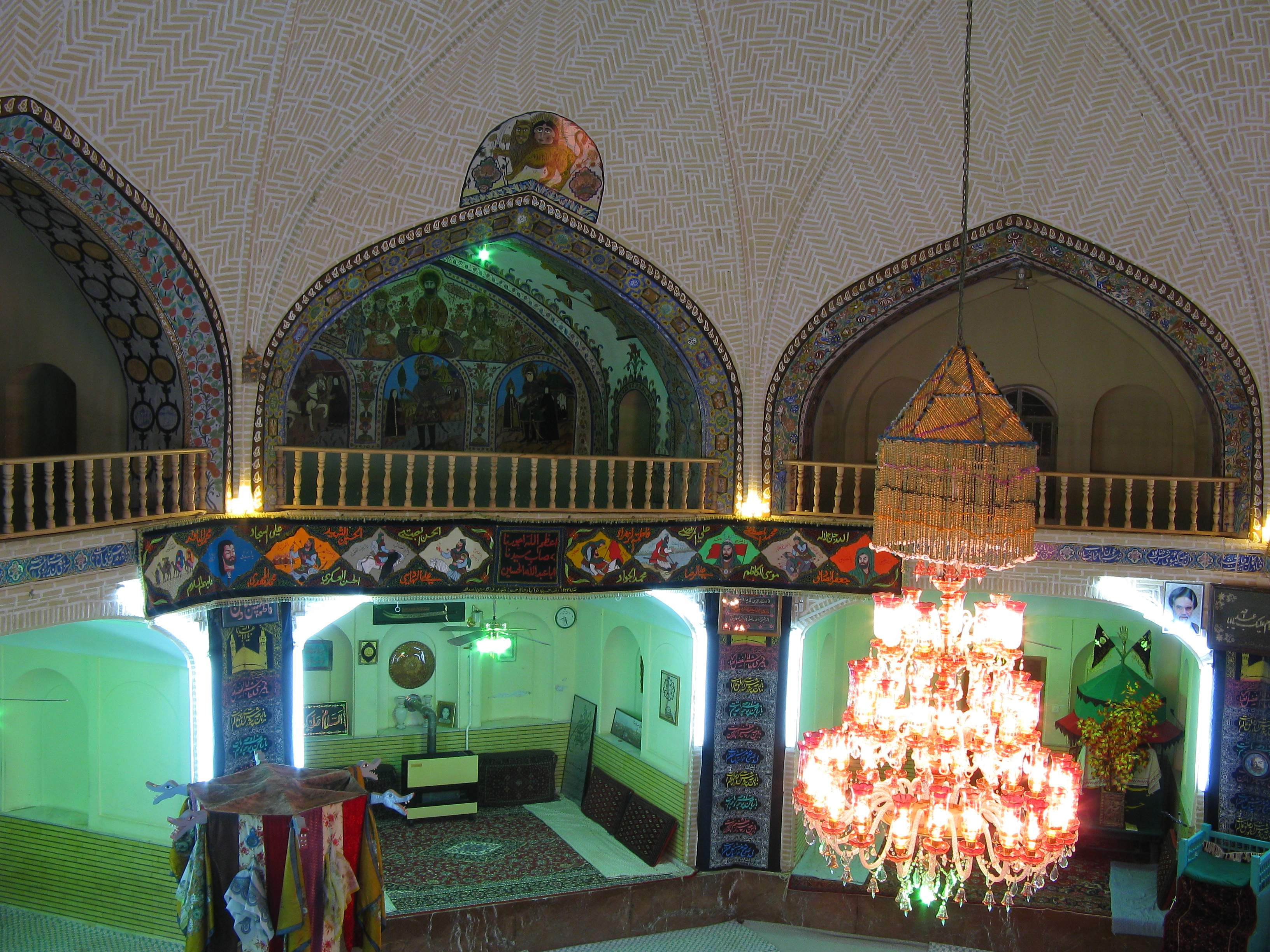
حسینیه نوآباد

هر محله قدیمی نائین یک حسینیه دارد. اگر چه اکثر مردم از قسمت قدیم شهر به بخش نوساز نقل مکان کرده‌اند و عمدتاً محلات قدیمی خلوت شده‌اند اما هنوز حسینیه‌ها در ایام عزاداری رونق گذشته را دارند. این حسینیه‌ها شامل یک مکان مسقف و سر پوشیده برای فصول سرد ویک فضای باز برای سایر ایام و فصول است. حسینیه‌ها معمولاً شبیه به یکدیگر ساخته شده و دارای یک صفه بزرگ (شاه نشین) وصفه‌های کوچکتر هستند که دورتا دور حسینیه را فرا گرفته‌اند. بر دیوار حسینیه‌ها اشعار زیبا به خط نستعلیق همراه با نقاشی‌های گل و بوته به چشم می‌خورد. صفه‌ها عموماً دو طبقه هستند و طبقات بالا که مردم نائین آن‌ها را «غرفه» می‌گویند به بانوان اختصاص دارد. گنبد حسینیه‌های مسقف بیشتر برمربع منظمی قرار دارد که درقسمت کاسه گنبد ۸ ضلعی و در بال به ۱۶ضلعی تقسیم می‌شود. مصالح حسینیه‌ها نیز عموماً آجر هستند. حسینیه‌ها محلات هفت‌گانه نائین تماماً قدمتی در حدود ۷۰ الی ۱۰۰ سال دارند تنها حسینه‌ای که گنبد آن نوسازی شده‌است حسینیه سرای نو می‌باشد. در نائین حسینیه‌ها را میدان نیز می‌گویند حسینیه‌ها در قدیم علاوه بر آن که مرکز تجمع برای عزاداری بودند محلی نیز برای تصمیم‌گیری‌ها و تبادل نظر نیز به حساب می‌آمدند. بافت قدیمی نائین به گونه‌ای طراحی شده که حسینیه هر محله به راحتی با سایر عناصر مانند سقاخانه‌ها و بازار و مساجد و حمام‌ها و گورستان عمومی شهر ارتباط برقرار کنند.
حسینیه‌های نائین عبارتند از:
- حسینیه باب‌المسجد
- حسینیه چهل دختران
- حسینیه پنجاهه
- حسینیه نوآباد (نوگباد)
- حسینیه سرای نو
- حسینیه کلوان
- حسینیه کوی سنگ (گودالو)
- حسینیه محمدیه میدان بالا
- حسینیه محمدیه پادرخت
- حسینیه محمدیه عاشورگاه
- حسینیه محله زندوان
- حسینیه بافران

### مساجد قدیمی
- مسجد جامع نائین
- مسجد جامع محمدیه
- مسجد جامع بافران
- مسجد شیخ مغربی
- مسجد خواجه خضر
- مسجد بابا عبدالله
- مسجد سرکوچه
- مسجد حاجی خان کلوان
- مسجد حاج مومن

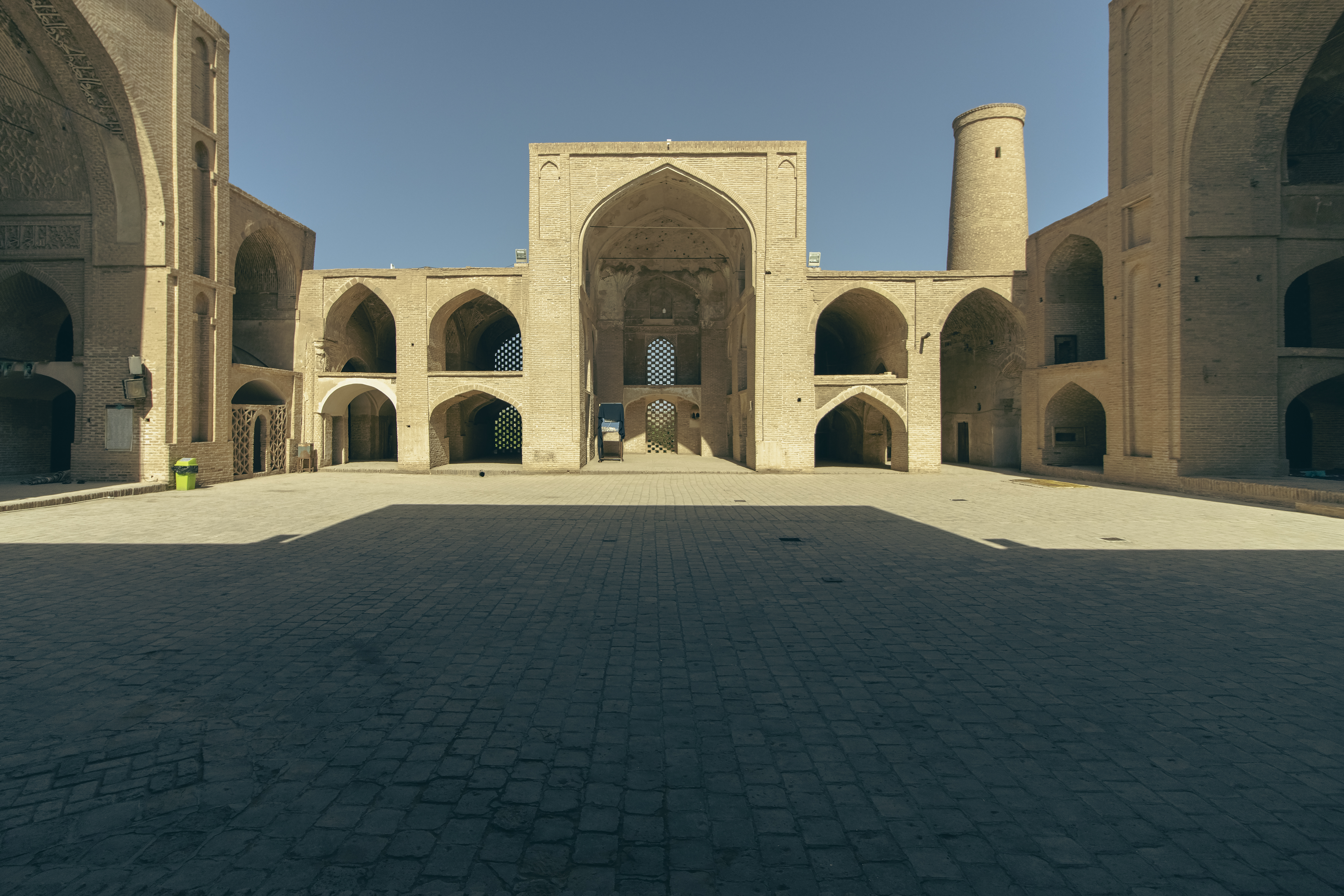
مسجد جامع نائین
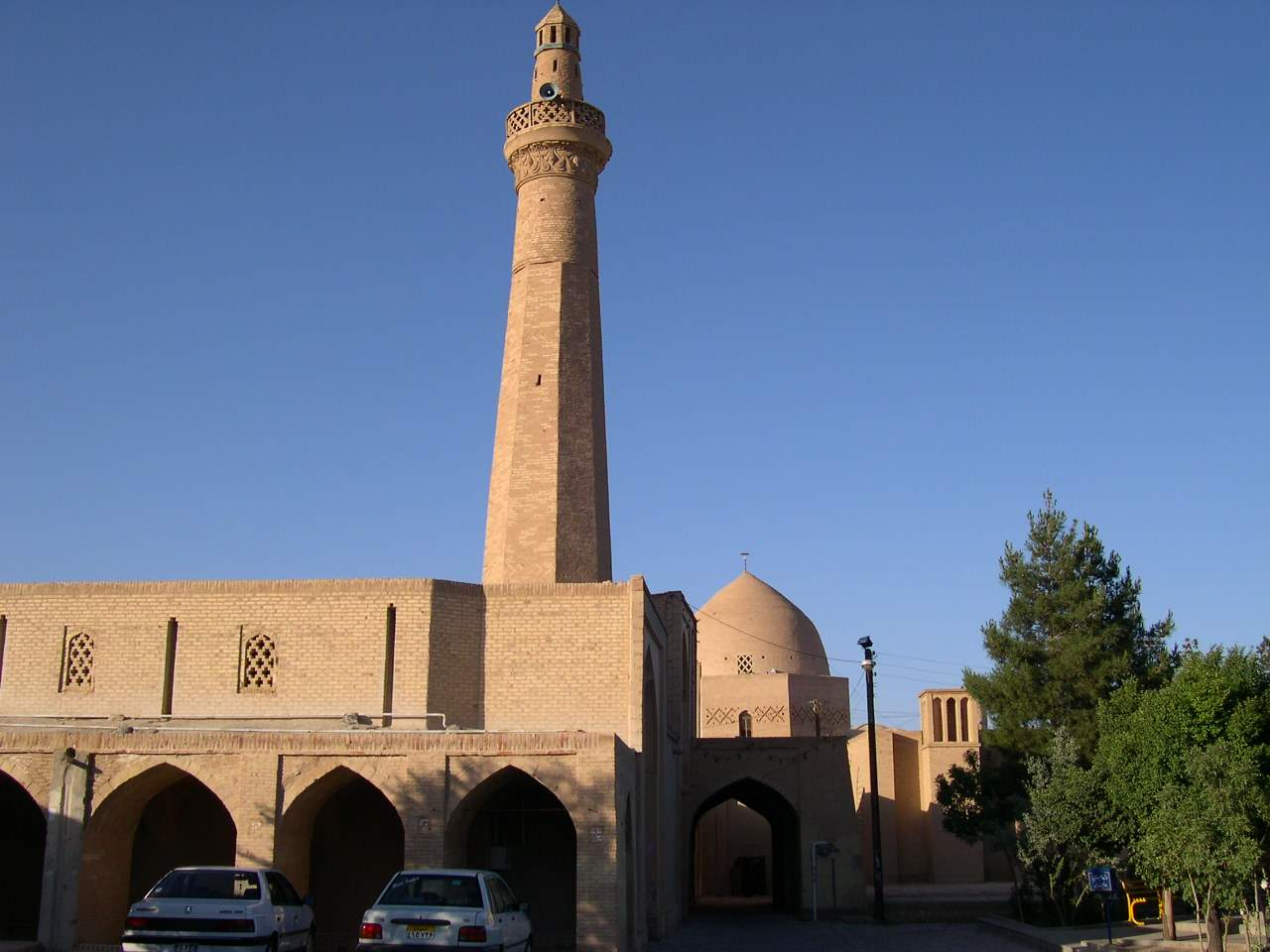
مسجد جامع نائین
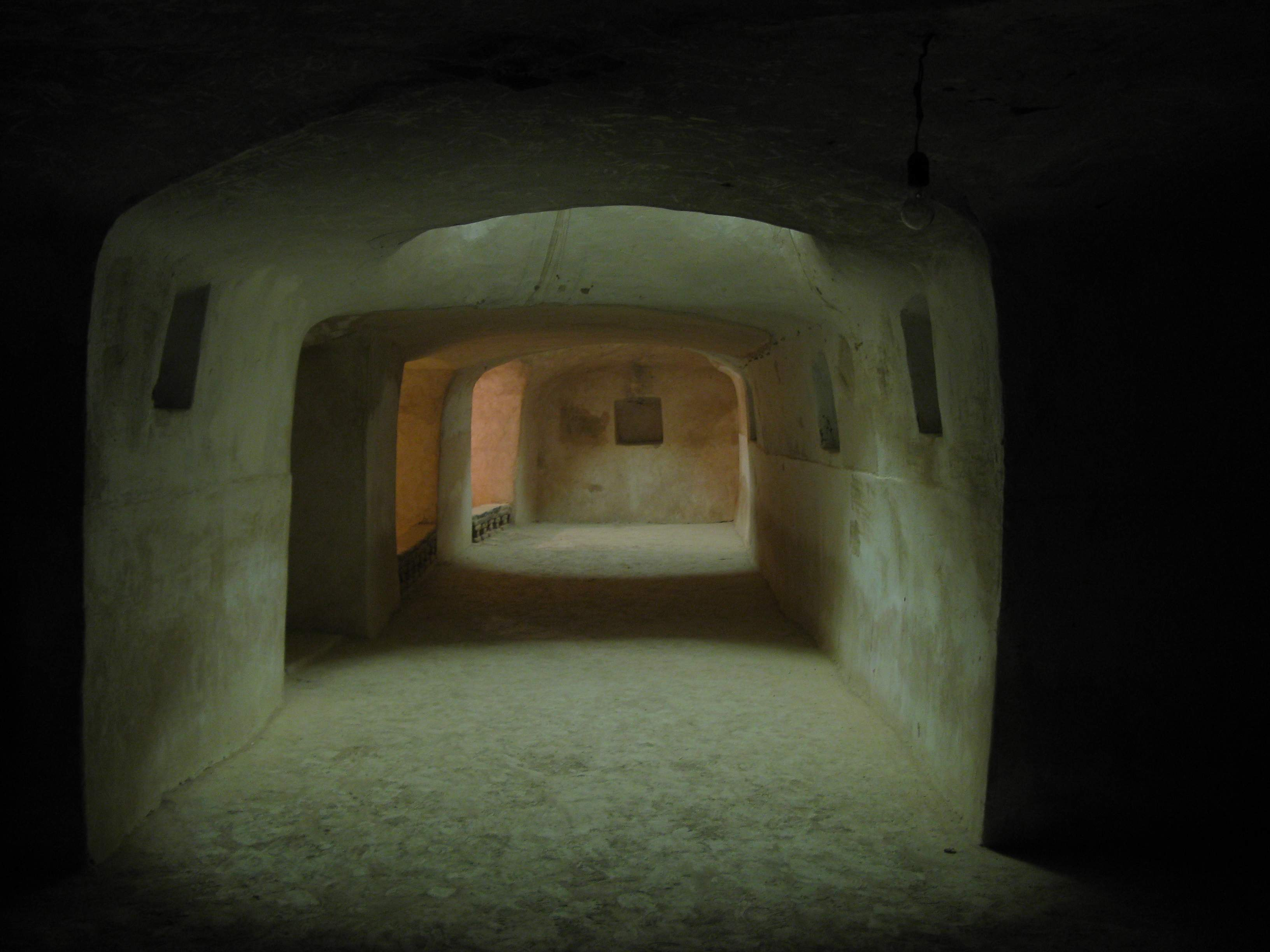
سرداب مسجد جامع نائین
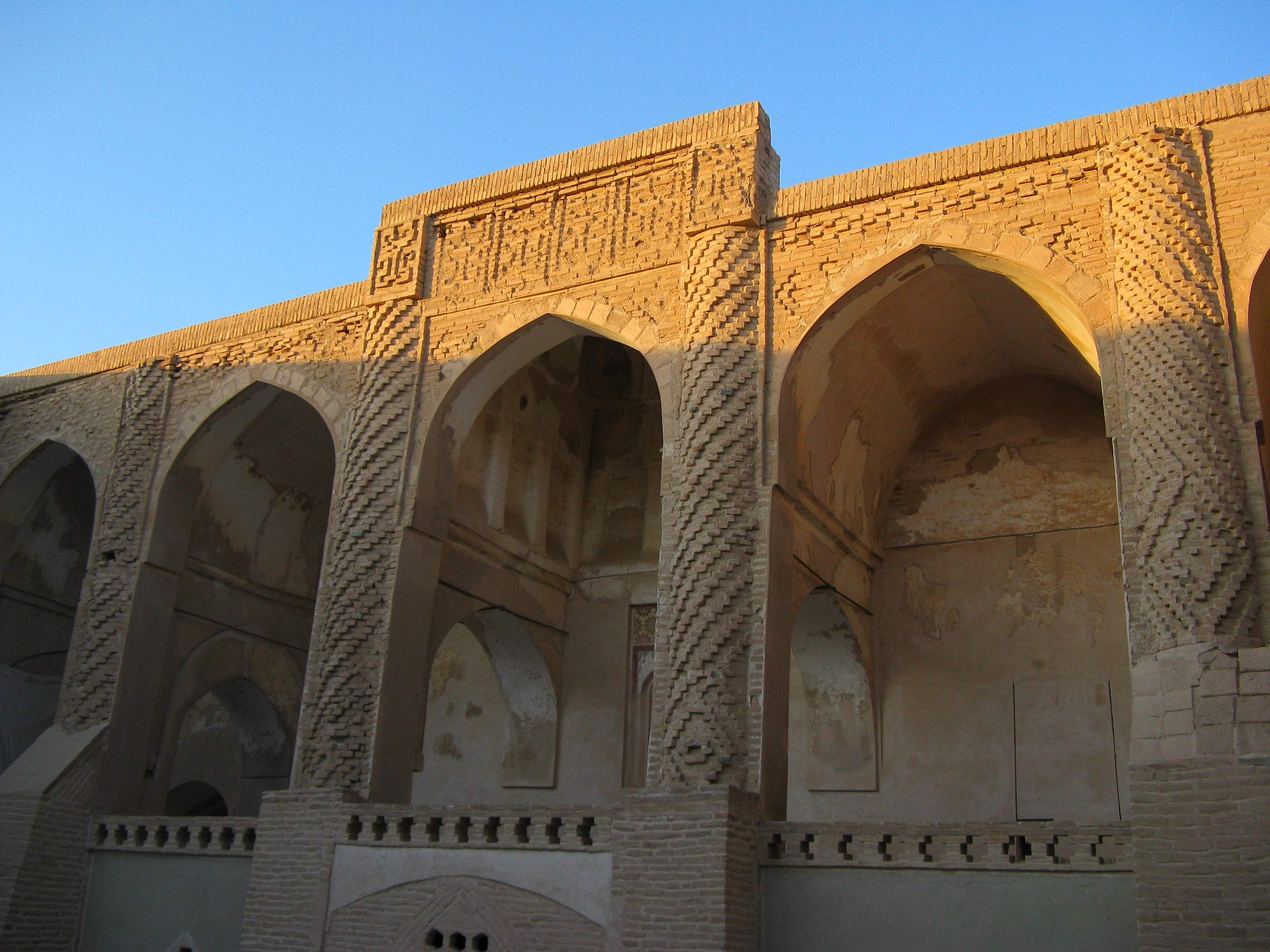
حیاط مسجد جامع نائین

- قلعه کمر سفید نایین روستا بنوید سفلی

## در منابع کهن
مدارک و منافع متعدد به شهرهایی اشاره می‌کنند که قلعه‌هایی مانند نارنج قلعه داشته‌اند.
اصطخری در کتاب خود از وجود ۵۰۰۰ قلعه در شهرها و کوه‌های پارس خبر داده‌است، و در کتاب خود به آتشکده‌ای اشاره می‌کند که در بالای این قلعه وجود داشته‌است. با توجه به این مطلب احتمال اینکه این قلعه در قبل از اسلام محل نگهداری آتش بوده‌است وجود دارد.
علاوه بر اصطخری نیز، حمدالله مستوفی در سال ۷۴۰ ه‍.ق دور این قلعه را ۴۰۰۰ گام ذکر کرده، و بنا برگفته معاونت معرفی و آموزش اداره کل میراث فرهنگی استان اصفهان، مقدسی هم در قرن سوم از این بنا به عنوان یک اثر قبل از اسلام نام برده‌است.

## اقتصاد

### کشاورزی و دامداری

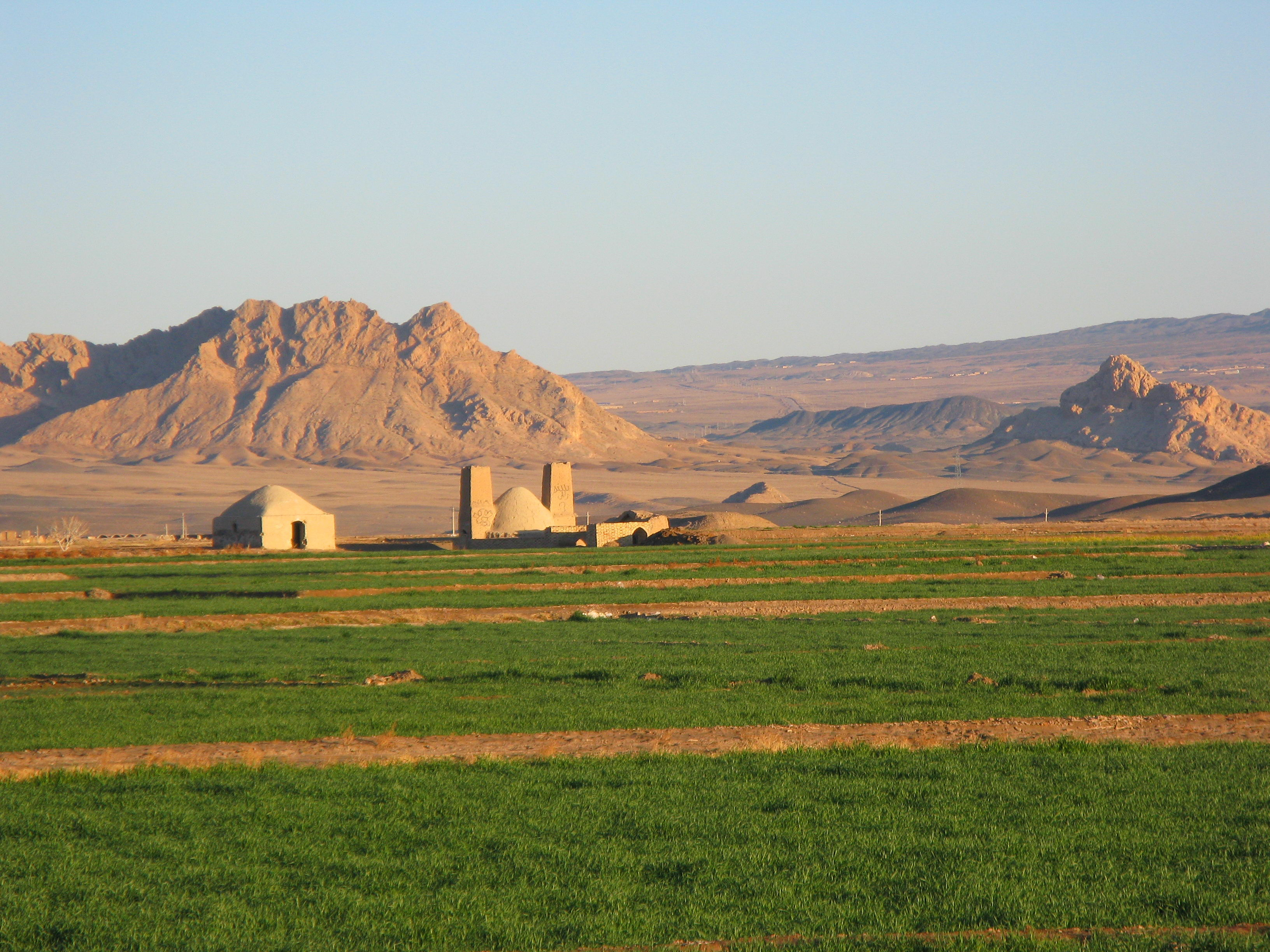
کشاورزی نائین

اقتصاد نائین از دورترین روزگار بر کشاورزی و صنایع دستی متکی بوده‌است. اما از آنجا که نائین شهری گرم و خشک است، با کمبود آب روبروست و همان مقدار آب هم فوق‌العاده شور است، از این‌رو کشاورزان ناچار به مبادرت به کاشت درختانی کرده‌اند که به آب کمتری نیاز داشته باشد. به همین خاطر بیشتر باغ‌های نائین را درختان انار و پسته تشکیل می‌دهد و کشت و کار نیز محدود به گندم و جو است. به ندرت تعدادی از کشاورزان این منطقه به کشت شلغم و زردک و گوجه مینیاتوری و زعفران نیز رو می‌آورند ولی عمده این کشت‌ها به مصرف روزمره خود کشاورز خواهد رسید. 
در اویل پادشاهی محمد رضا پهلوی ایشان برای حل مشکل آب نائین مبلغ یکصد و پنجاه هزار تومان از پولی که از طرف رضاشاه به ایشان داده شد بود و با بودجه کشور تفاوت داشت برای حفر قنات جدید در این شهر اختصاص دادند که حفر و بهره برداری از این قنات باعث بیشتر شدن حجم آب شیرین شهر نائین شد.

دامپروری در حد تأمین احتیاجات روزمره مردم رایج است. همچنین در این منطقه، گوسفند بیش‌تر از سایر دام‌ها پرورش می‌یابد.
در بیابان‌های اطراف نائین روند رشد مرغداری‌ها محسوس است و این روزها به تعداد آن‌ها به سرعت افزوده می‌شود. کمابیش تعدادی گاوداری هم در این مناطق وجود دارند.

### عبابافی

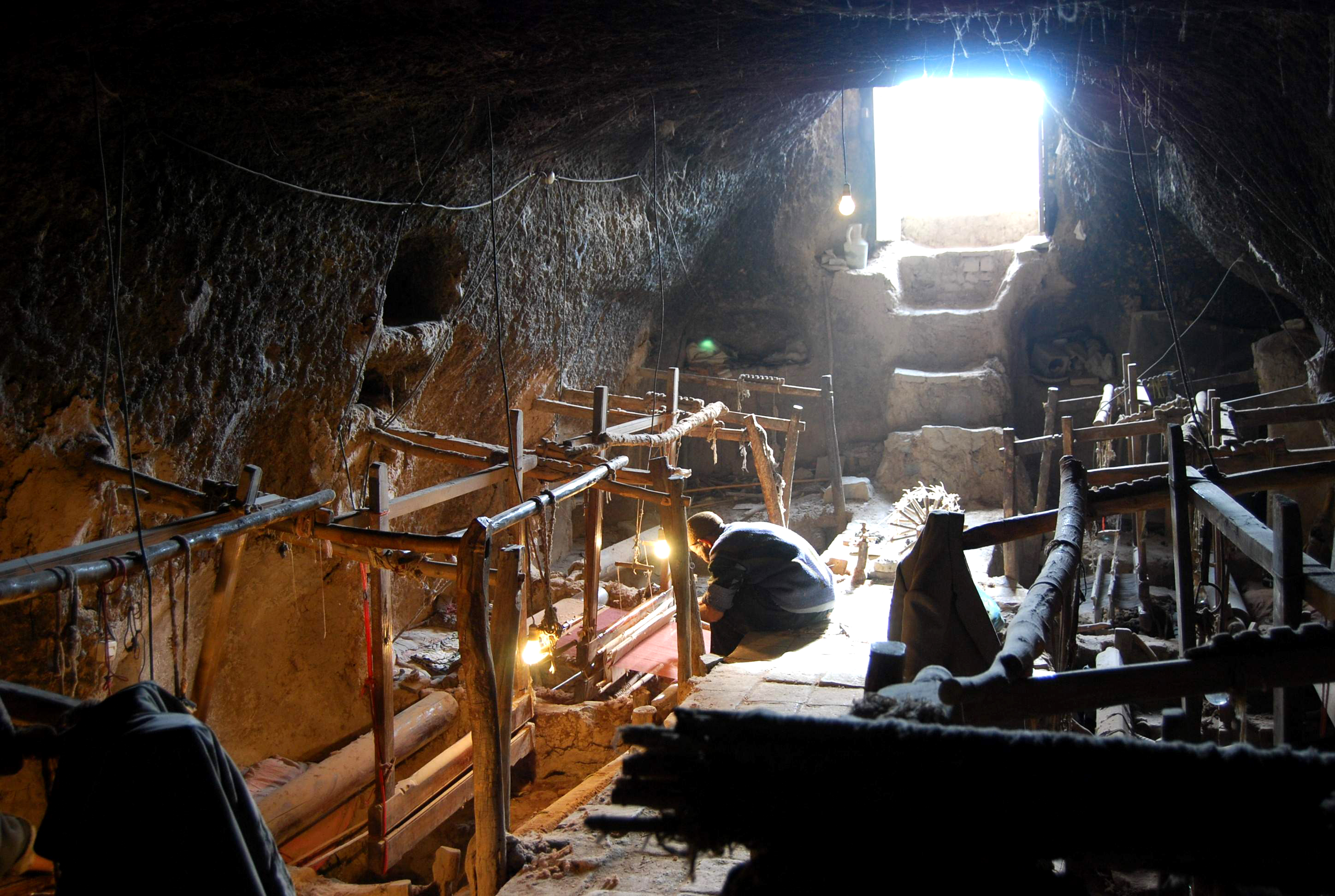
عبابافی محمدیه

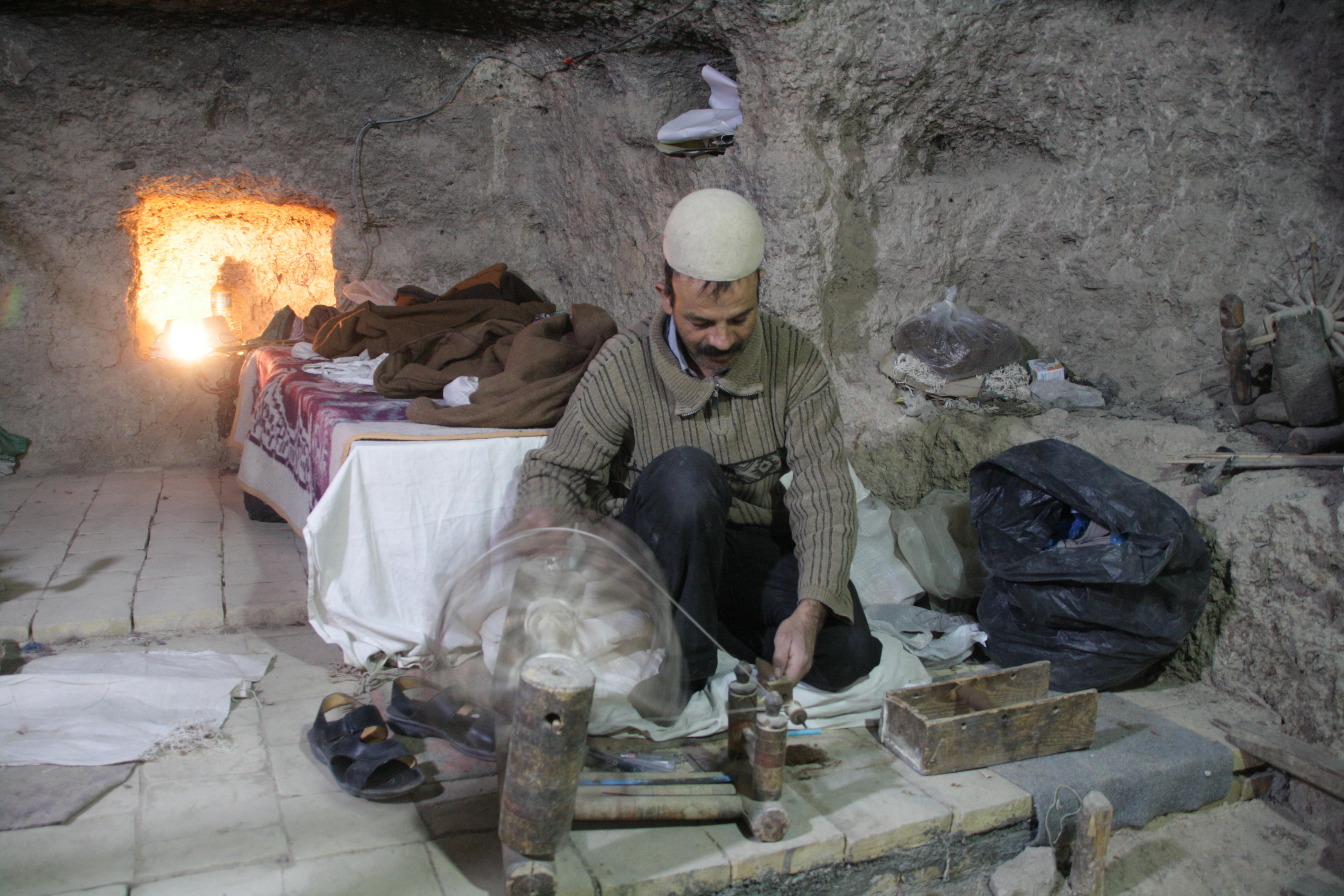
عبابافی محمدیه

از صنایع رایج و معتبر نائین عبا بافی است. عبا بافان، محصول خود را از کرک و پشم شتر در رنگ‌های زرد، مشکی، سرخ و خرمایی می‌بافند. مهم‌ترین مرکز عبابافان نائین در محمدیه قرار دارد. کارگاه‌های این عبابافان و نیز نحوه کار آن‌ها یکی از جاذبه‌های تماشایی این منطقه محسوب می‌شود.
این کارگاه‌های عبابافی در بین بومیان منطقه با نام سرداب شناخته می‌شود که اخیراً تعدادی از آن‌ها توسط میراث فرهنگی احیا شده‌اند و بعضی از آن‌ها محل نمایشگاه‌های فصلی و دائمی صنایع دستی می‌باشند.
در این نمایشگاه‌ها تنوع قالی‌های دستباف در ابعاد کوچک و رنگ‌ها و نقش‌های مختلف است. علاوه بر آن در این سرداب‌ها می‌توانید از نزدیک شاهد هنرنمایی استادان عبابافی و گلیم بافی باشید که با روی خوش پذیرای میهمانان خواهند بود.
در گذشته مردم آن را بر روی دوش خود می‌انداختند و در فواصلی از سال که سوز سرما زندگی را سخت می‌کرد، با کشیدن عبا بر سر و پیچیدن آن به دور خود، مدتی را در گرمای محبوس شده در زیر عبا می‌گذراندند. اگر از اعیان بودند، جنس عبا از کرک شتر و به بهترین شکل بافته می‌شد و اگر از طبقه پایین جامعه بودند، جنس عبا از پشم گوسفند یا موی بز و احتمالاً زمانی که به دلیل استفاده طولانی مدت پاره شده بود، چندین بار وصله زده می‌شد.
دستگاه‌های عبا بافی از جنس چوب و نی می‌باشد و شامل اجزایی مانند نوردهای در عقب و جلو دستگاه دفتین و شانه در وسط و دو پدال برای باز کردن بین تارها و… می‌باشد. تکنیک‌های به کار رفته در ساخت این دستگاه‌ها بسیار پیچیده و سنجیده‌است.
کارگاه‌های عبا بافی به صورت کنده در دل زمین ساخته شده‌اند که اگر به محمدیه رفته باشید، این کارگاه‌ها را در کنار قلعه زیبا و بسیار قدیمی که بر روی تپه‌ای مشرف بر شهر است می‌بینید. البته در حال حاضر بیشتر این کارگاه‌ها به صورت متروک درآمده‌اند، اما در گذشته عبا بافی از جمله مشاغل برای تأمین معاش به حساب می‌آمده‌اند و صد البته اینکه به عنوان یک شغل و نه یک هنر به آن پرداخته می‌شده‌است؛ همچون بسیار صنایع دستی دیگر.
هر چند تنها چند کارگاه عبابافی که تعداد آن‌ها شاید به ۵ عدد می‌رسد و در آن‌ها چند فرد سالخورده مشغول به کار هستند دایر است، اما با کوشش سازمان میراث فرهنگی و همت خود بافندگان تلاش شده‌است که با ایجاد تنوع در محصولات تولیدی در این کارگاه‌ها، جذب توریست و غیره، از زوال و نابودی این هنر بسیار کهن جلوگیری شود.

### قالی بافی
قالی و قالی‌بافی با نام نائین پیوند خورده و قالی بافی از مشاغل اساسی مردم نائین به‌شمار می‌رود. در سال‌های گذشته، نائین کمتر شاهد خانه‌ای بود که دار قالی زینت بخش آن نباشد؛ امری که امروزه متأسفانه کم‌کم از اوج خود به نزول می‌گراید؛ که در انارک قالی و قالیچه‌هایی با طرح نائین و نقشه‌های افشان و ترنجی و بته‌ای بافته می‌شود. در خور نیز صنایع دستی قدمتی دیرینه دارد. قالی‌های خور و بیابانک دارای طرح نائین و نقش‌های ترنج و لچک – افشان- لیلی و مجنون است که در سراسر کشور شهرت فراوان دارد.

## مردم

### زبان
بر اساس ایران اطلس زبان عمده مردم نائین زبان نائینی و نیز اقلیت به فارسی تهرانی صحبت می‌کنند.زبان نائینی یکی از زبان‌های ایران مرکزی است که در شاخهٔ زبان‌های ایرانی غربی قرار می‌گیرد. گویشوران این زبان ۷٬۰۳۰ نفر تخمین زده شده‌است که عمدتاً در نائین زندگی می‌کنند. زبان نائینی یکی از زبان‌های در حال انقراض ایران محسوب می‌شود. این زبان شباهت بسیار زیادی به زبان بهدینی دارد که گویش زردشتیان یزد و کرمان است.

### پوشش‌ها
لباس مردم نائین نیز همچون سایر شهرهاست اما برخی روستاها به ویژه مناطق شرقی نائین کشاورزان لباس سنتی قدیم بر تن می‌کنند. این پوشاک شامل پیراهن ساده سفید، بدون یقه و شلوار مشکی و ساده‌است. بیشتر زنان این خطه چادر به سر دارند و لباس‌های آن‌ها شبیه سایر نقاط ایران می‌باشد.

### غذاهای بومی، میوه‌ها، شیرینی‌ها و ترشی و تنقلات محلی
در منطقه نائین غذاهای بومی چون آش جو، آش گندم و نیز تولیدات محلی چون نان محلی و ماست چکیده (ماستینه) و … وجود دارد. در این خطه مردم به طریقی خاص نان را در تنور خشک می‌کنند. این نان به مدت طولانی قابل استفاده است و از طعم دل‌انگیز خاصی برخوردار می‌باشد. در مناطق کوهستانی اطراف نائین با تخمیر شیر گوسفند و بز ماده‌ای مغذی به نام «کُمه» Komeh در پوست دباغی شده بز تهیه می‌شود.
طعم این ماده شبیه برخی از پنیرهای فرانسوی است که با شیوه‌ای نزدیک به همین روش‌ها تهیه می‌شود؛ البته با تندی خاص و بویی شبیه بوی الکل. گاهی اوقات برای کاستن این بو از سبزی‌های معطر همچون نعناع استفاده می‌کنند. البته باید خاطر نشان کرد که گاهی به دلیل عدم مرغوبیت خیک مورد استفاده ممکن است کمه با بوی نامطبوعی همراه باشد. به گفته یکی از افرادی که با خارجیان کار می‌کرده‌است یکی از مهندسین انگلیسی با دیدن این غذا مردم را مسخره می‌کرده‌است. با این حال در وقت بازگشت به خانه مقداری از آن را با خود به کشورش می‌برد و آن را به آزمایشگاهی در یک دانشگاه ارجاع داده و با کمال شگفتی نتیجه آزمایش را برخلاف تصورش می‌بیند. وقتی به ایران بازمی‌گردد تقاضای مقدار بیشتر این غذا را می‌کند وقتی علت را جویا می‌شوند به نتیجه آزمایشش در انگلیس اشاره کرده و می‌گوید این غذا بسیار کامل است و آن را راز طول عمر مردم ناحیه کوهستانی نائین می‌داند (ویرایشگر)
سوغات نائین نیز در درجه اول صنایع دستی آن از جمله عبا، فرش و… سپس غذاهای بومی است. شیرینی‌های نایین به دلیل همجواری آن با استان‌هایی نظیر یزد و اصفهان همانند شیرینی‌های آنجاست و غالباً حاجی بادام و حلوا شکری و باقلوا و قطاب یزد به وفور در نائین یافت می‌شود.
از دیگر شیرینی‌های خاص که در مناسبتی تحت عنوان برات، به عنوان خیرات برای درگذشتگان خود می‌پزند می‌توان به سیروک اشاره کرد که تلفیقی از آرد و شکر و روغن فراوان است. گندم و برنج بوداده نیز از تنقلات مردم این منطقه می‌باشد که به نام گندمک و برنجک شناخته شده‌است. انار و انجیر از جمله میوه‌هایی هستند که در این منطقه به خوبی رشد می‌کنند.لازم به ذكر است معروف ترين شيرينى نائين کپچو نام دارد كه اين شيرينى خود به شكل هاى گوناگونى موجود است.

## صنایع دستی

### عبا بافی
از صنایع رایج و معتبر نائین عبا بافی است. پیش از فرش، کیفیت عبای نائین در ایران بسیار مشهور بود. عبا بافان، محصول خود را از کرک و پشم شتر در رنگ‌های زرد، مشکی، سرخ و خرمایی می‌بافند. مهم‌ترین مرکز عبابافان نائین در محمدیه قرار دارد. کارگاه‌های این عبابافان و نیز نحوه کار آن‌ها یکی از جاذبه‌های منطقه محسوب می‌شود.
در فاصله سال‌های ۱۳۱۳ تا ۱۳۲۰ که استفاده از لباس‌های سنتی و محلی تا حدی ممنوع شد عبای نائین نیز از رونق افتاد. اما پس از شهریور سال ۱۳۲۰ این صنعت دوباره رونق گرفت به‌طوری‌که عباهای زمستانی که در نائین بافته می‌شدند به چنان شهرتی رسیدند که کشورهای حوزه خلیج فارس و شبه جزیره عربستان و عراق خریدار آن‌ها شدند. در حال حاضر بر اثر عدم استقبال از عبای نائین بار دیگر از رونق این صنعت کاسته شده‌است. در سال۱۳۵۰، میزان صادرات عبای نائین سالیانه ۳۰۰ تا۵۰۰۰ عدد بوده‌است. کارگاه‌های عبابافی نائین در بین افراد بومی آن منطقه به سرداب معروف است. این سرداب‌ها محل فعالیت تعداد اندکی از عبابافان قدیمی این منطقه است. تعدادی از این سرداب‌ها توسط سازمان میراث فرهنگی دوباره احیا شده‌اند.

### قالی بافی
قالی نائین آوازه جهانی دارد. فرشبافی در نائین قدمتی بیشتراز ۲۰۰ سال دارد. تاریخچه این صنعت به سال‌های دوره صفویه می‌رسد؛ ولی‌الله شرعی نائینی یکی از طراحان نقش قالی‌های نائینی است و بیشترین اثر را بر طرح قالی‌های نائین داشته‌است. نویسنده کتاب قالی ایران در مورد پیشرفت فرش نائین می‌نویسد: «همچنانکه فرش کرمان پس از کسادی بازار شال رونق گرفت فرش نائین نیز هنگامی با اقبال روبه رو شود که پارچه ظریف عبا رونق خود را از دست داد…» نویسنده کتاب، الیاف پشم نائین را ظریف تر و نرمتر از پشمی می‌داند که معمولاً در سایر نقاط فلات ایران به دست می‌آید و از آنجا که ریسندگان نائین از این از این پشم کلاف‌های نازک و یکنواختی تهیه می‌کنند رنگ‌های که به کار می‌برند بسیار عالی وبی نظیر است، امروزه فرش نائین با طرح‌ها و رنگ‌های متنوع کماکان شهرت خود را حفظ کرده‌است. بسیاری از کارشناسان دلیل شهرت فرش نائین را ثابت بودن رنگ، زیبایی، نقشه و طول قدمت بافت می‌دانند رنگ‌های که در قالی نائین به کار می‌رود بیشتر لاکی، سبز، یشمی، نارنجی، قهوه‌ای، عنابی، خاکی، کرمی، آبی، لاجوردی و فیلی می‌باشند. در حال حاضر قالی در اقتصاد شهر نائین کاملاً مؤثراست و تجارت قالی و سایر امور مربوط به این صنعت از مشاغل اساسی مردم نائین به‌شمار می‌رود.

### کاشی‌سازی
کاشی‌سازی و کاشی کاری از هنرهای دستی نائین است که سابقه‌ای دیرینه دارد. به‌طوری‌که تا حدود ۵۰ سال پیش کاشی‌های تولید نائین به بیش‌تر شهرهای بزرگ ایران صادر می‌شد.

### شال بافی
شال بافی نائین نیز از هنرهای دستی زیبای این خطه بوده‌است که اینک از میان رفته‌است.

### کوزه‌گری و سفالگری
کوزه‌گری نائین نیز یادگار روزگاران گذشته این شهر است. ظروف سفالی نائین که از نظر ظرافت و استحکام معروف هستند تا چند سال پیش به شهرهای دیگر صادر می‌شده‌اند متأسفانه امروز به علت عدم استقبال مردم از این صنعت و ورود ظروف مشابه، کارگاه‌های کوزه‌گری تقریباً به حالت تعطیل درآمده و کوزه گران هنرمند نائین تماماً تغییر شغل داده‌اند.

## آموزش
واحدی از دانشگاه آزاد اسلامی در سال ۱۳۶۸ در نائین تأسیس شده‌است. این دانشگاه تا چندی قبل در مقاطع کاردانی و کارشناسی و در رشته‌های مهندسی برق و رایانه، روانشناسی، پرستاری، مامایی، مکانیک خودرو و نقشه‌کشی معماری دانشجو می‌پذیرفت ولی هم‌اکنون رشته مامایی این دانشگاه حذف شده‌است. دانشکده تحصیلات تکمیلی (کارشناسی ارشد) معماری و شهرسازی این واحد، مهرماه ۱۳۹۱ برای اولین بار در نائین فعال شد.
دانشگاه پیام نور
دانشکده هنر نائین (از مجموعه دانشگاه هنر اصفهان) - غیرفعال
دانشگاه غیرانتفاعی علامه نائینی
دانشگاه جامع علمی کاربردی (از مهر ۱۳۹۱) - غیرفعال
حوزه علمیه برادران آیت الله العظمی میرزا محمدحسین نائینی
حوزه علمیه خواهران حضرت فاطمة الزهراء

## مشاهیر نائین

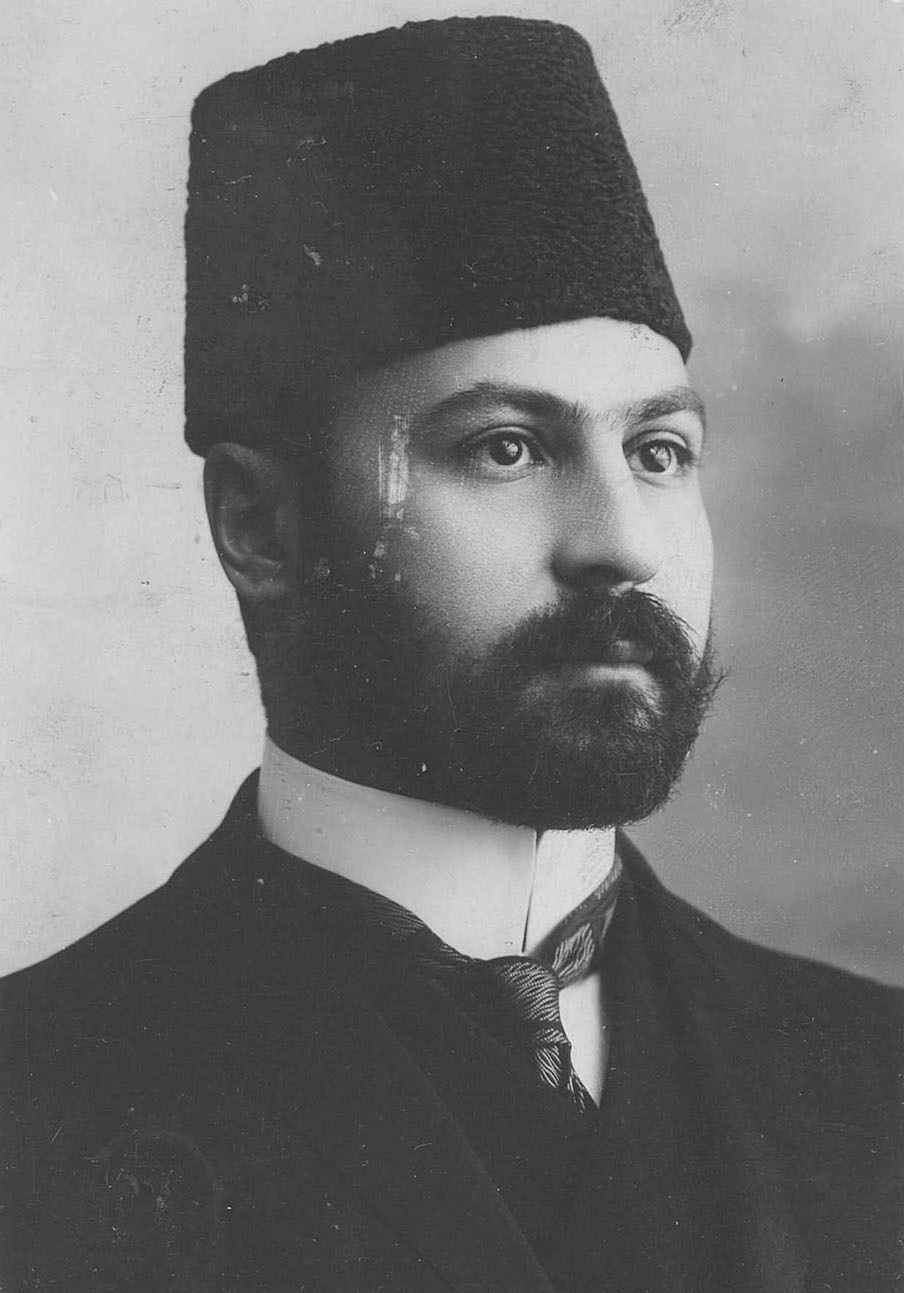
حسن پیرنیا

### سیاست
- میرزا نصرالله خان نائینی (نصرالله مشیرالدوله)
- حسن پیرنیا (مشیرالدوله)
- حسین پیرنیا (مؤتمن الملک)
- ابوالحسن پیرنیا (معاضدالسلطنه)
- حسین فاطمی
- تیمسار مصطفی سجادی نائینی
- عبدالحسین طبا
- مهدی مشیر فاطمی (عمادالسلطنه)
- میرزا محمّدباقر خان مشیرالملک فاطمی نائینی
- دکتر سید شمس الدین حسینی
- سید حسن مصطفوی نائینی

### فرهنگ و ادب و هنر
- میرزا رفیعا نائینی
- محمدعلی مصاحبی نائینی (عبرت نائینی)
- جلال بقایی نائینی
- میرزا ابوالحسن جلوه نایینی
- محمدتقی جامع نایینی
- ميرزا محمد منشي ناييني متخلص به فروغ
- میرزا محمد باقر بقایی نایینی معروف به ادیب
- داوود پیرنیا مدیر برنامه گلهای رادیو
- خلیل صارمی نایینی «ناصر» صاحب مثنوی ۷۲ بیت عاشورایی و قصیده برگ سبز
- محمدعلی امامی نائینی شاعر

### دین و عرفان
- میرزای نائینی ← مرجع تقلید شیعه
- میرعبدالوهاب (پیر نائین)
- نصرالله فاطمی
- آیت الله سید صدرالدین بلاغی
- شیخ حسن نائینی (خطاط) ← عالم دینی و سخنران مشهور در عراق، کویت، سوریه و ایران

### شخصیت های علمی
- غلامحسین مصاحب ← پدر ریاضیات جدید
- دکتر سید عبدالعلی علوی نائینی طبیب و نویسنده
- محمدرضا جلالی نائینی
- سيدمحمدسعيد نوری نائينی
- مصطفی رحیمی ← حقوقدان، نویسنده، مترجم
- محمدکریم پیرنیا
- دکتر علی علوی نائینی (استاد دانشگاه تهران)
- سید رضا سجادی نائينی
- مجید مجتبوی[۱۳]
- عبدالرشیدخان معصومی ← متخصص قلب[۱۴]
- نور علی نوری نائینی ← اقتصاددان

### سینما و تلویزیون
- سروش صحت ← بازیگر، کارگردان، نویسنده
- کاظم افرندنیا ← بازیگر
- احمد طالبی نژاد ← منتقد سینما
- نهال اسماعیلی  بازیگر
- مجتبی شفیعی  صداپیشه

### ورزش
- علی کفاشیان ← رئیس سابق فدراسیون فوتبال
- داریوش مصطفوی← رئیس سابق فدراسیون فوتبال
- اصغر نائینی ← بازیکن و مربی والیبال

### خوشنویسی
- غلامعلی نائینی
- مریم بانو نائینی
- علی اکبر قاسمی[۱۵]
- رسول طالب زاده نائینی
- مرحوم استاد ولی اله بخشوده

## خلیل صارمی نایینیاشعاری در مدح مولا علی تنظیم و گرد آوری صمد رحیمیان
حاوی قصیده برگ سبز خلیل صارمی نایینی «ناصر»
- ^  تاریخ خطی نائین نوشته حسین امامی
- نائین قدیم اثر حسین امامی نائینی.. ادامه و تنظیم توسط احمد امامی نائینی
- تاریخ انساب نائین
- http://www.naeiniau.ac.ir/fa/naein.aspx

1. ↑  «نتایج سرشماری سال ۱۳۹۵». مرکز آمار ایران).
2. ↑  «نائین». پایگاه جستجوی نامهای جغرافیایی. دریافت‌شده در ۲۰۱۹-۰۴-۰۱.[پیوند مرده]
3. ↑  «از نائین تا نائین». اصفهان زیبا. دریافت‌شده در ۱۴۰۳-۰۹-۲۱.
4. ↑  «خانه تاریخی پیرنیا، ایرانگردی تیشینه».
5. 1 2  «جاذبه‌های تاریخی و معماری». ostan-es.ir. دریافت‌شده در ۲۰۱۹-۰۸-۳۰.[پیوند مرده]
6. ↑   تاریخی شفاهی ایران در دانشگاه هاروارد-جعفر شریف امامی tape 3 side 2 دقیقه پنجم
7. ↑  Geomatics and Cartographic Research Centre, Carleton University. "Atlas of the Languages of Iran". iranatlas.net (به انگلیسی). Retrieved 2025-02-12.
8. ↑  آشنایی با زبان نائینی Ethnologue
9. ↑  "Glottolog 3.3 - Nayini". glottolog.org (به انگلیسی). Retrieved 2019-04-01.
10. ↑  «مبانی مردم‌شناسی نایین». ostan-es.ir. دریافت‌شده در ۲۰۱۹-۰۸-۳۰.[پیوند مرده]
11. ↑  «صنایع دستی». ostan-es.ir. دریافت‌شده در ۲۰۱۹-۰۸-۳۰.[پیوند مرده]
12. ↑  «معرفی مشاهیر نائین». دانشگاه آزاد اسلامی واحد نائین. بایگانی‌شده از اصلی در ۱ آوریل ۲۰۱۹. دریافت‌شده در ۲۰۱۹-۰۴-۰۱.
13. ↑  «/ برون مرزی/ دکتر مجید نائینی (نویسنده و محقق فرهنگ و ادبیات ایران در ایالات متحده): فرهنگ و عرفان ایران تأثیر بنیادی بر دنیای اسلام و دنیای غرب داشته‌است». ایسنا. ۲۰۰۲-۱۰-۰۸. دریافت‌شده در ۲۰۱۹-۰۸-۳۰.
14. ↑  «پروفسور عبدالرشیدخان معصومی نایینی». نایین - نائین را بیشتر بشناسید - شهرستان نایین. ۱۳۹۵-۰۳-۱۴. دریافت‌شده در ۲۰۱۹-۰۸-۳۰.
15. ↑  «درباره استاد علی اکبر قاسمی | خانه». honarkadehghasemi.ir. بایگانی‌شده از اصلی در ۱۲ ژوئن ۲۰۲۱. دریافت‌شده در ۲۰۱۹-۰۸-۳۰.